# حب ولكن (مسلسل)
حب ولكن  هو مسلسل  قطري من تأليف إيمان السليطي، وبطولة صلاح الملا، زهرة الخرجي، خالد أمين

## قصة المسلسل
تدور أحداثه حول الصراع بين الخير والشر ويهدف لإيجاد حلول لبعض المشكلات المطروحة في المسلسل والتي قد نواجهها في حياتنا اليومية، كما يتعرض لسلوكيات الإنسان بمختلف فئاته العمرية سواء كانت سلوكيات جيدة أو سيئة تجاه الآخرين، وإيضاح مدى التعاون الخليجي في القبض على عصابات المخدرات كما يطرح بعض القضايا الهامة منها سحر الخادمات وقضايا اجتماعية أخرى.

## الفنانين المشاركين بالعمل
| اسم الممثل           | الشخصية  | ملاحظات                        |             |
| -------------------- | -------- | ------------------------------ | ----------- |
| صلاح الملا           | محمد     | الأخ الأكبر للأسرة             |             |
| زهرة الخرجي          | حصة      | الأخت الكبرى                   |             |
| خالد أمين            | عبد الله | الاخ الأكبر بعد محمد وحصة      |             |
| فاطمة عبد الرحيم     | رهف      | زوجة عبد الله                  |             |
| شيلاء سبت            | ندى      | الاخت الصغرى في العائلة        |             |
| نجوى الكبيسي         | مها      | الاخت الصغرى بعد ندى           |             |
| محمد الصايغ          | ناصر     | الاخ الاصغر بعد ندى ومها       |             |
| حمدة صالح            | نورة     | الابنة الوحيدة لحصة            |             |
| شمعة محمد            | ام حمد   |                                |             |
| هدية سعيد            | ام سيف   |                                |             |
| فيصل رشيد            | فهد      | شقيق رهف                       |             |
| بدور(ممثلة إماراتية) | عالية    | اخت فهد ورهف                   |             |
| ريم عبد الرحمن       | ام جابر  | طليقة محمد                     |             |
| عبدالله البكري       | جابر     | الابن الوحيد لمحمد             |             |
| ياسمين إبراهيم       | ريم      | الابنة الوحيدة لمحمد واخت جابر | سلحه الفصوع |